# 제이볼더

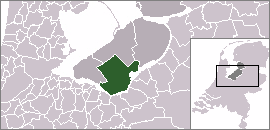
제이볼더의 위치

제이볼더(네덜란드어: Zeewolde)는 네덜란드 플레볼란트주의 도시이다.

시기
시 문장